# Găng sai hoa
Aidia pycnantha là một loài thực vật có hoa trong họ Thiến thảo. Loài này được (Drake) Tirveng. mô tả khoa học đầu tiên năm 1983.